# Jacek Gzella
Jacek Gzella (ur. 19 marca 1954 w Toruniu, zm. 17 lutego 2023 tamże) – polski historyk, zajmujący się historią Polski XIX i XX wieku, historią myśli politycznej i prasoznawstwem.

## Życiorys
W 1973 roku ukończył IV Liceum Ogólnokształcące im. Tadeusza Kościuszki w Toruniu. Następnie podjął studia historyczne, z zakresu achiwistyki na Uniwersytecie Mikołaja Kopernika w Toruniu, które ukończył w roku 1977. W 1988 roku doktoryzował się na Uniwersytecie Gdańskim rozprawą zatytułowaną Małopolska elita władzy w okresie rządów Ludwika Węgierskiego 1370-1382. Pracę habilitacyjną pt. Zaborcy i sąsiedzi Polski w myśli społeczno-politycznej Władysława Studnickiego (do 1939 r.) obronił na UMK. Pełnił funkcję profesora UMK (od 2001) oraz dziekana Wydziału Historycznego.
Był pracownikiem Instytutu Informacji Naukowej i Bibliologii. Należał do Polskiego Towarzystwa Politologicznego. W latach 1991–1993 pełnił funkcję kustosza Biblioteki Głównej UMK. Był także wykładowcą Wyższej Szkoły Pedagogicznej w Człuchowie.
18 października 2012 r. otrzymał tytuł naukowy profesora nauk humanistycznych.

## Prace badawcze
- Bibliografia polskiej myśli polityczno-społecznej (1997)
- Myśl polityczna Władysława Studnickiego na tle koncepcji konserwatystów polskich (1918-1939) (1993)
- Małopolska elita władzy w okresie rządów Ludwika Węgierskiego w Polsce w latach 1370-1382 (1994)
- Zaborcy i sąsiedzi Polski w myśli społeczno-politycznej Władysława Studnickiego (do 1939 roku) (1998)
- Między Sowietami a Niemcami. Koncepcje polskiej polityki zagranicznej konserwatystów wileńskich zgrupowanych wokół "Słowa" (1922-1939) (2011)